# This Time (utwór muzyczny Moniki Linkytė i Vaidasa Baumili)
This Time – utwór litewskich piosenkarzy Moniki Linkytė i Vaidasa Baumili, napisany przez Vytautasa Bikusa i Monikę Liubinatė na potrzeby litewskich eliminacji do 60. Konkursu Piosenki Eurowizji w 2015.
W styczniu utwór został ogłoszony jedną z 11 propozycji wybranych do stawki konkursowej programu "Eurovizijos” dainų konkurso nacionalinė atranka. Został zaprezentowany premierowo 17 stycznia przez Baumilę podczas trzeciego odcinka półfinałowego, w kolejnych tygodniach zaśpiewali go Edgaras Lubys, Jurgis Bruzga i Linkyte i Baumila. W lutym utwór został wytypowany na jedną z trzech finałowych propozycji, które w kolejnych etapach selekcji wykonali finaliści: Mia, Linkyte i Baumila. Ostatecznie został wybrany na utwór reprezentujący Litwę podczas 60. Konkursu Piosenki Eurowizji po zdobyciu maksymalnej liczby 24 punktów w głosowaniu jurorów i telewidzów. W drugiej części finału wybrany został wykonawca piosenki podczas Eurowizji 2015 organizowanej w Wiedniu, został nim duet Linkyte i Baumila. 21 maja zaśpiewali utwór w półfinale Eurowizji i awansowali do finału, w którym zajęli 18. miejsce.